# ハモンド (ルイジアナ州)
ハモンド（Hammond）は、アメリカ合衆国ルイジアナ州のタンジパホア郡にある都市。人口は1万9584人（2020年）。ニューオリンズの北西80キロメートルに位置している。

## 歴史
1818年にスウェーデン人移民が入植した記録がある。地名はこの人物の名前が英語式に変形したものだという。この土地が町として発展するのは1854年に鉄道が開通した後である。鉄道ができたことで幾つかの製造業の会社がハモンドで設立された。特に靴工場と製材所の規模が大きかった。郊外では苺の栽培が盛んになり町の特産品として有名になった。
今日、ハモンドは道路交通の要衝となっており、ニューオリンズ郊外の物流拠点として機能している。

## 交通
道路：州間高速道路12号線と州間高速道路55号線のジャンクションがある。
鉄道：ハモンド駅にはアムトラックの長距離列車シティ・オブ・ニューオーリンズが停車する。

## 教育
サウスイースタン・ルイジアナ大学 （en:Southeastern Louisiana University）

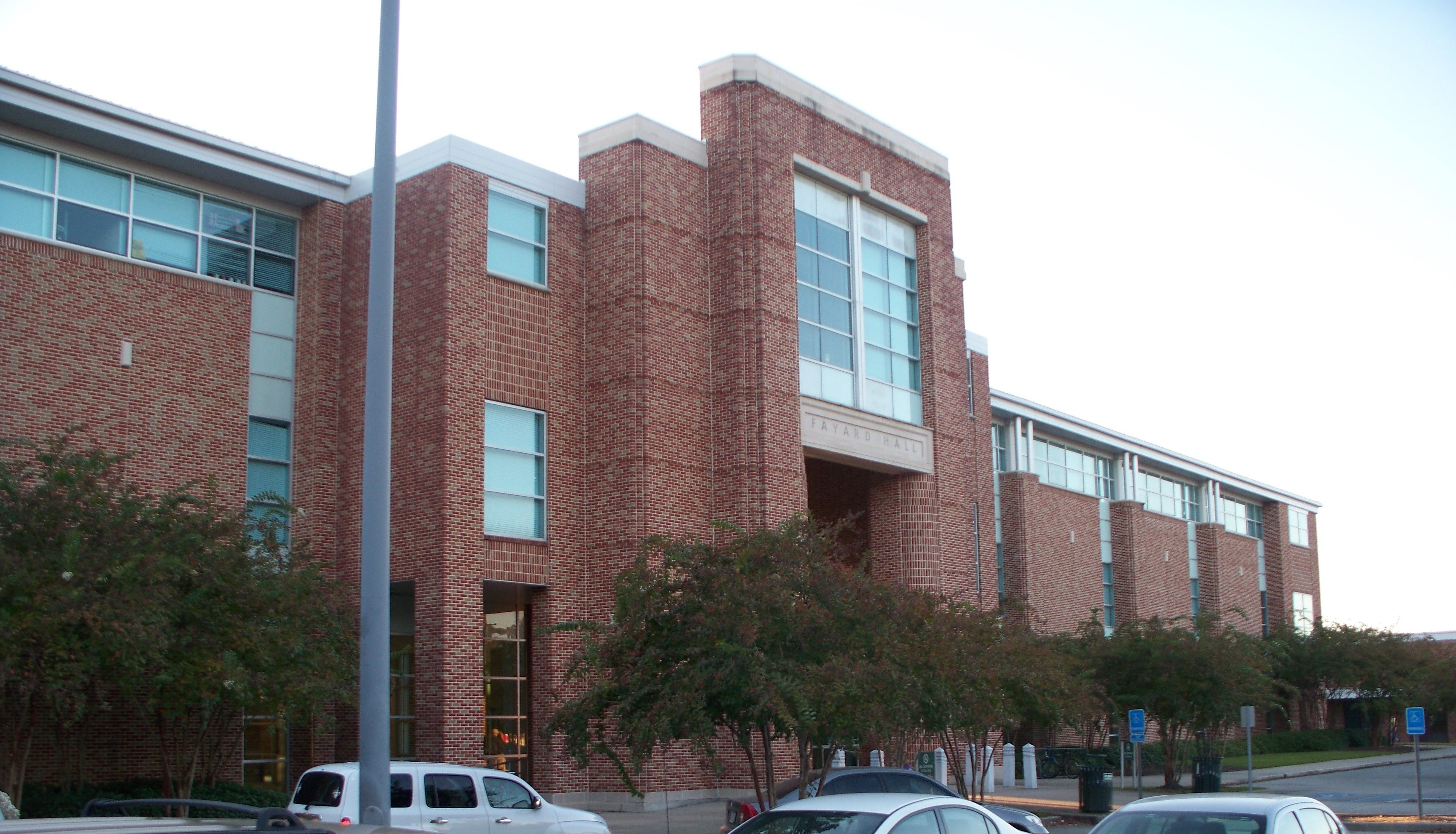
サウスイースタン・ルイジアナ大学